# Amando Vilaplana Gironés
Amando Vilaplana Gironés (Alcoi, 16 de novembre de 1960) és un polític i sindicalista socialista valencià, diputat a les Corts Valencianes en la VII legislatura.
Treballa en el departament jurídic d'una empresa de serveis, i s'afilià a la UGT el 1977 i al PSPV-PSOE el 1980. Va ocupar diversos càrrecs en la UGT d'Alcoi fins que el 1983 fou nomenat regidor de Festes, Seguretat Ciutadana, Policia, Trànsit i Personal, i portaveu del Grup Municipal Socialista a l'ajuntament d'Alcoi, càrrec que ocupà fins al 2007. Candidat a l'Alcaldia d'Alcoi el 2003. També ha estat secretari general de l'agrupació local d'Alcoi del PSPV-PSOE (2000/2007), membre del Comitè Nacional i diputat per la província d'Alacant a les eleccions a les Corts Valencianes de 2007.
Elegit per les Corts Valencianes a proposta de PSPV-PSOE, membre del Consell d'Administració de Radiotelevisió Valenciana (2011/2013).